# Cezština
Cezština též Didojština je severovýchodokavkazský jazyk, který spadá mezi západní didojské jazyky. Mluví jim zhruba 16 000 lidí v dnešním Dagestánu v Ruské federaci. Je mateřskou řečí Cezů (Didů). Po staletí neměla psanou formu. Existuje jen málo psaného textu. Cezové se učí ve škole číst a psát v avarštině. S ostatními národy Dagestánu komunikují avarštinou nebo ruštinou.
Cezština je v 21. století vnímána jako dialekt avarštiny. První ucelená práce cezského jazyka vznikala po druhé světové válce v Tbilisi od Davita Imnajišviliho. Imnajišvili (1963) například jako první definoval cezské dialekty. Názvy dialektů jsou podle názvu hlavní obce (aulu) či údolí – kiderský, mokokský, šajitliský, asachský, šapichský či elbocký. Stranou stojí sagadský dialekt, který se od ostatní liší. Na práci Imnajišviliho navázal ruský jazykovědec Michail Alexejev, který vytvořil učebnici cezského jazyka pro první stupně základních škol (1993). První cezsko-ruský slovník byl vydán v roce 1999 (Chalilov). Na západě se v analýze cezského jazyka angažuje britský jazykovědec Bernard Comrie a původem ruská jazykovědkyně Marije Polinská.
Avarové dostatečně nepodporují rozvoj cezského jazyka, což je jeden z hlavních konfliktů mezi Avary a Cezy a ostatními Didy. Snaha Cezů vydávat noviny a knihy naráží na ekonomické bariéry. Cezština má však silné zázemí v rodinách. Muslimské ženy Cezů mají minimální vzdělání a pouze základní znalosti avarštiny a ruštiny. Většinu času tráví v domácnosti s dětmi, na které mluví výhradně svým rodným cezským jazykem. Děti tak před příchodem do škol plynně ovládají svůj rodný jazyk. V dospělosti muži mezi sebou mluví avarsky nebo současná mladá generace rusky. Rusové jsou malými národy (subetniky) Kavkazu jako Cezy vnímáni velmi pozitivně.

## Příklady

### Číslovky
| Cezsky   | Česky |
| сис      | jeden |
| къано    | dva   |
| лъоно    | tři   |
| уйно     | čtyři |
| лъено    | pět   |
| илъно    | šest  |
| гӀолӀно  | sedm  |
| билӀно   | osm   |
| очӀчӀино | devět |
| оцӀцӀино | deset |